# Ekelidtjärnen
Ekelidtjärnen är en sjö i Färgelanda kommun i Dalsland och ingår i Örekilsälvens huvudavrinningsområde.